# Centaurea ensiformis
Centaurea ensiformis — вид рослин роду волошка (Centaurea), з родини айстрових (Asteraceae).

## Опис рослини
Це багаторічна рослина зі здерев'янілим кореневищем, з розетками листя, з прямовисними стеблами, до 35 см, стебла прості або з 1–2 короткими гілками. Листки тонко притиснуто-запушені, вузьколанцетні, цілісні; базальні й нижні стеблові на ніжках, інші сидячі. Кластер філаріїв (приквіток) 28–35 × 20–27 мм, яйцюватий; придатки великі, солом'яного кольору, повністю приховують базальні частини філаріїв. Квітки жовті. Сім'янки 7–7.5 мм; папуси 5–6 мм, внутрішній ряд 1.5 мм. Період цвітіння: липень.

## Середовище проживання
Ендемік пд.-зх. Туреччини. Населяє ліс Pinus nigra, на висоті ≈ 1700 метрів.